# Awaji (Hyogo)

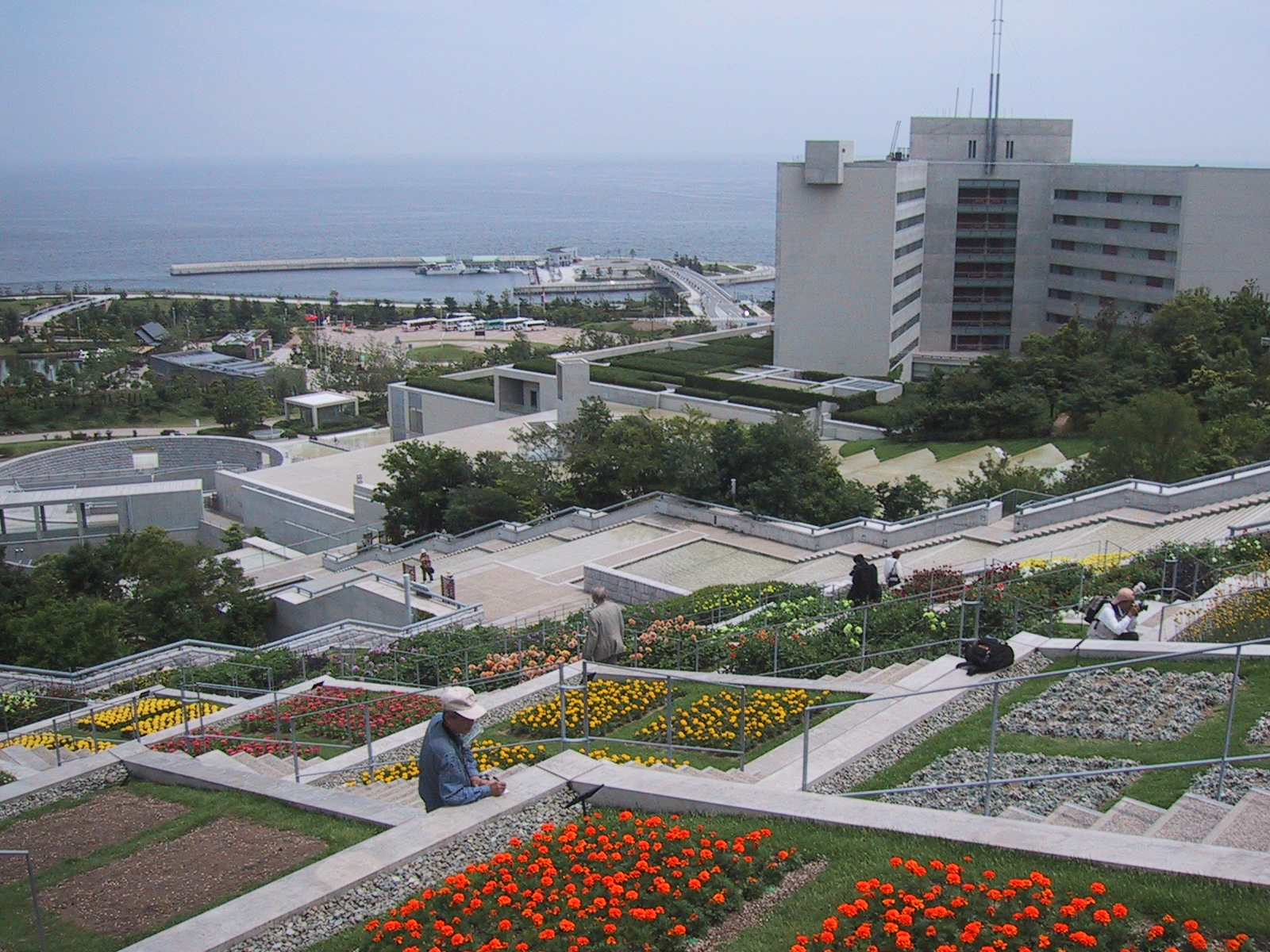
Awaji Yumebutai

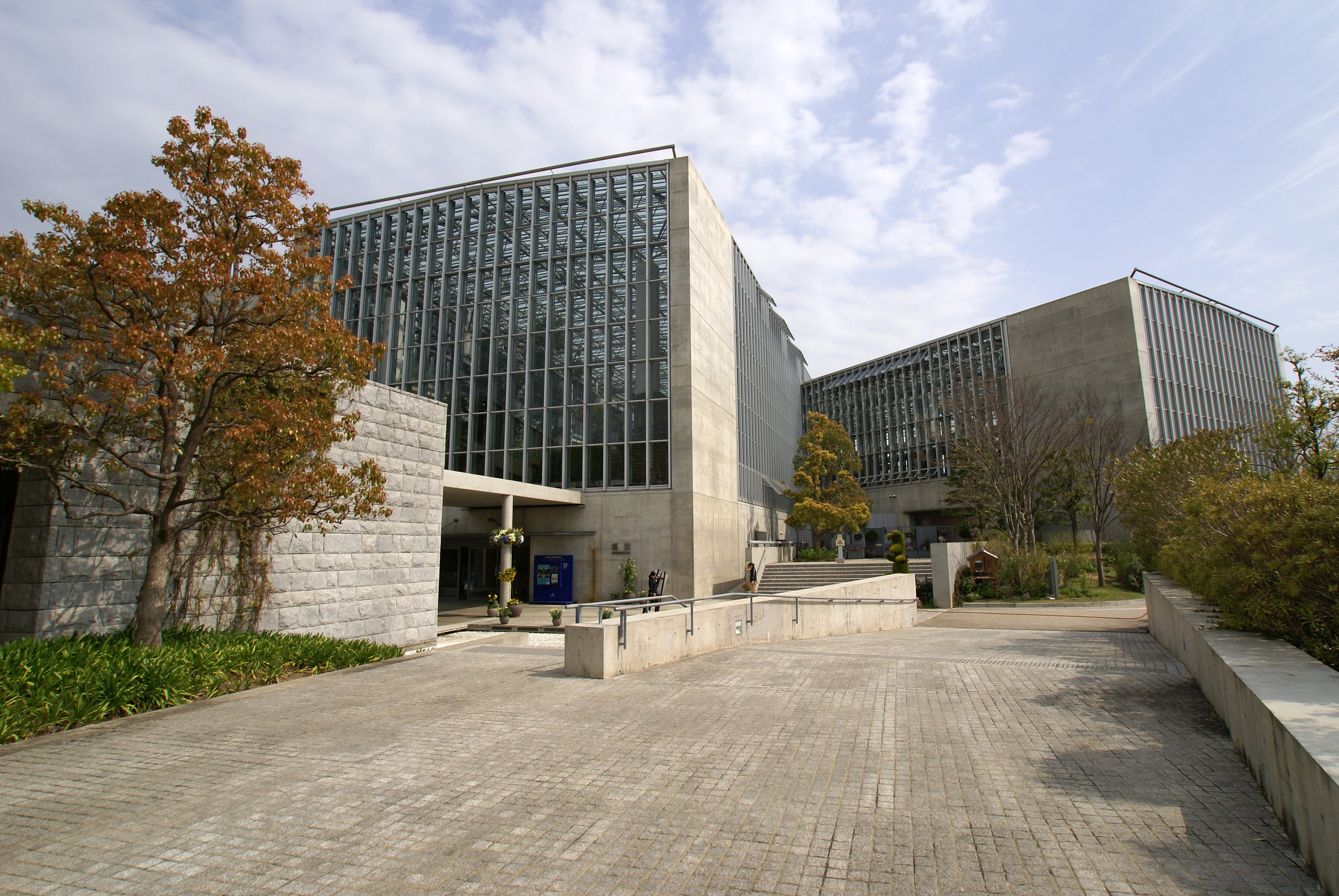
Botanische tuin Kiseki No Hoshi.

Awaji (淡路市, Awaji-shi) is een stad gelegen op het gelijknamige eiland in de Japanse prefectuur Hyogo. Op 1 april 2009 had de stad naar schatting 47.062 inwoners en een bevolkingsdichtheid van 255 bewoners per km². Het totale gebied beslaat 184,23 km².

## Geschiedenis
Awaji werd op 1 april 2005 een stad (shi) na samenvoeging van de gemeenten Awaji (淡路町, Awaji-chō), Higashiura (東浦町, Higashiura-chō), Hokudan (北淡町, Hokudan-chō), Ichinomiya (一宮町, Ichinomiya-chō) en Tsuna (津名町, Tsuna-chō) met de omliggende plaatsen, allemaal gelegen in het district Tsuna.

## Bezienswaardigheden
- Museum ter bescherming van de Nojima-breuk (野島断層保存館) in Hokudan
- Het aardbevingsherdenkingspark van Hokudan (北淡町震災記念公園,Hokudan-cho Shinsai kinen kōen) in Hokudan
- Esaki-vuurtoren (江埼灯台, Esaki tōdai)
- Awaji Yumebutai (淡路夢舞台), een expositiehal, hotel en memoriaal gebouwd naar aanleiding van de aardbeving van Kobe in 1995. De architect was Tadao Ando.
- Botanische tuin Kiseki No Hoshi  (奇跡の星の植物館) in Tsuna

## Verkeer
Awaji ligt aan de Kobe-Naruto-Awaji-autosnelweg en aan Autoweg 28. Awaji ligt tevens aan de prefecturale wegen 31, 66, 71, 88, 123,157,230,460 en 462-469.

## Stedenband
Awaji heeft een stedenband met 
- St. Marys (Ohio), Verenigde Staten, sinds 3 augustus 2006

## Aangrenzende steden
- Sumoto
- De wijk Tarumi-ku van de stad Kobe via de Akashi-Kaikyo-brug
- De stad Akashi via de Akashi Awaji Ferry

## Geboren in Awaji
- Takashi Sasano (笹野高史 ,Sasano Takashi), een acteur bekend uit de film Departures, de winnaar van de oscar voor de  Beste buitenlandse film in 2009.
- Kenzaburo Hara (原健三郎, Hara Kenzaburō, 6 februari 1907 - 7 november 2004), een politicus van de Liberaal-Democratische Partij
- Tetsuya Watari (渡 哲也 ,Tetsuya Watari, 28 december 1941) een acteur bekend uit de film Brother van Takeshi Kitano